# Ъксътър
Ъ̀ксътър (на английски: Uttoxeter, местно произношение Юто̀кситър) е град в Централна Англия, графство Стафордшър. Разположен е южно от мястото на вливането на реките Тийн и Дъв. Намира се на около 15 km северозападно от Дарби и на около 15 km югоизточно от Стоук он Трент. Има жп гара от 1 октомври 1881 г. Селското стопанство е основен отрасъл в икономиката на града. Известен е със своя музикален фестивал и конни състезания. Население около 12 000 жители.

## Побратимени градове
- Райсдорф, Германия
- Фюмел, Франция